# Pilosella grossheimii
Pilosella grossheimii là một loài thực vật có hoa trong họ Cúc. Loài này được (Zahn) Coșkunç., Beyazoğlu mô tả khoa học đầu tiên năm 2002.